# Głuchoryjek
Głuchoryjek (Surdisorex) – rodzaj ssaków z podrodziny myszoryjków (Myosoricinae) w obrębie rodziny ryjówkowatych (Soricidae).

## Zasięg występowania
Rodzaj obejmuje gatunki występujące w Afryce.

## Morfologia
Długość ciała (bez ogona) 82–110 mm, długość ogona 20–35 mm, długość ucha 6,7–7,3 mm, długość tylnej stopy 14–17,5 mm; masa ciała 16–27,5 g.

## Systematyka
Rodzaj zdefiniował w 1906 roku angielski zoolog Oldfield Thomas na łamach The Annals and Magazine of Natural History. Na gatunek typowy Thomas wyznaczył (oryginalne oznaczenie) głuchoryjka łąkowego (S. norae).

### Etymologia
Surdisorex: łac. surdus ‘cichy, głuchy’; sorex, soricis ‘ryjówka’, od gr. ὑραξ hurax, ὑρακος ‘ryjówka’.

### Podział systematyczny
Do rodzaju należą następujące gatunki:
- Surdisorex norae O. Thomas, 1906 – głuchoryjek łąkowy
- Surdisorex polulus Hollister, 1916 – głuchoryjek kenijski
- Surdisorex schlitteri Kerbis Peterhans, Stanley, Hutterer, Demos & Agwanda, 2009 – głuchoryjek górski